# Vexillifera minutissima
Vexillifera minutissima – gatunek ameby należący do rodziny Vexilliferidae z supergrupy Amoebozoa w klasyfikacji Cavaliera-Smitha.
Trofozoit osiąga wielkość 5 – 16 μm. Jądro wielkości 1 – 3 μm.
Występuje w Atlantyku, Zatoce Meksykańskiej.